# Agrimonia mollis
Agrimonia mollis là loài thực vật có hoa trong họ Hoa hồng. Loài này được (Torr. & A. Gray) Britton mô tả khoa học đầu tiên năm 1892.